# Apolysis albopilosa
Apolysis albopilosa är en tvåvingeart som först beskrevs av Cole 1923.  Apolysis albopilosa ingår i släktet Apolysis och familjen svävflugor. Inga underarter finns listade i Catalogue of Life.